# بخش مرکزی شهرستان اسلام‌آباد غرب
بخش مرکزی شهرستان اسلام‌آباد غرب یکی از بخش‌های تابعه شهرستان اسلام‌آباد غرب در استان کرمانشاه در غرب ایران است.

## تقسیمات کشوری
- بخش مرکزی 
  - دهستان حسن‌آباد
  - دهستان حومه جنوبی
  - دهستان حومه شمالی
  - دهستان شیان

نقاط شهری: اسلام‌آباد غرب

## جمعیت
بنابر سرشماری مرکز آمار ایران، جمعیت بخش مرکزی شهرستان اسلام‌آباد غرب در سال ۱۳۸۵ برابر با ۱۳۱۹۱۹ نفر بوده‌است.